# キンモクセイ
キンモクセイ（金木犀・巌桂、学名: Osmanthus fragrans var. aurantiacus）は、モクセイ科モクセイ属の常緑小高木樹で、モクセイ（ギンモクセイ）の変種。庭園樹や街路樹として植栽に使われる。秋に橙黄色の花を咲かせて甘い香りを放ち、ジンチョウゲ、クチナシと合わせて、日本の三大芳香木のひとつに数えられている。花は薬用にもなる。

## 名称
和名の由来は、樹皮が動物のサイ（犀）の足に似ていることから中国で「木犀」と名付けられ、白い花を持つギンモクセイに対して、キンモクセイの花はオレンジ色や赤色が見立てという。
キンモクセイの中国名は「丹桂」で、銀桂（ギンモクセイ）の変種の一つとみられる。中国語では丹桂も銀桂も、黄白色の金桂（ウスギモクセイ）も「桂花」という漢字表記で一総括することができ、丹桂・銀桂・金桂のことをすべて桂花の下の亜種・変種・品種とみられ、分類学中の「種」の階級に当たる。
また、「金桂＝丹桂」という説もある。桂花全体は木樨属という分類学中の「属」の階級に当たり、和製漢語の「金木犀」の文字もここから言う。
最後、漢字の「桂」については、日本では「カツラ（カツラ科）」だけに指すが、中国では使用範囲の広い漢字であり、「モクセイの仲間」と「トンキンニッケイ（クスノキ科）全般」のことを指すこともできる。

## 分布
中国原産。日本には江戸時代（17世紀ごろ）に雄株だけが渡来し、実を結ばないため、挿し木で全国各地に増やされた。日本には自然の分布はなく、庭などに植えられている。日本における栽培地は、北限は東北南部（太平洋側は岩手県紫波郡矢巾町、日本海側は秋田）、南は九州までの範囲とされる。

## 形態・生態
常緑広葉樹の小高木で、ふつう高さ4メートル (m) ほどになる。条件が良ければ、高さ10 mから18 m、幹の直径は50センチメートル (cm) から1 mあまりに生長する。樹皮は淡灰褐色で、菱形に裂けた皮目が目立つ。老木になると、樹皮は縦に裂けてくる。葉は対生で、長めの楕円形か広披針形である。葉縁は波打っており、わずかに鋸歯がある。
花期は秋（9 - 10月）。花はオレンジ色の小花が、葉腋に多数集まって咲かせる。花の数はギンモクセイよりも多い。雄しべが2本と不完全な雌しべを持つ。花は芳香を放ち、ギンモクセイよりも濃厚で甘い香りで、夕方などに強く感じられる。芳香はギンモクセイよりも強い。香りの主成分はβ-イオノン、リナロール、γ-デカラクトン、リナロールオキシド、cis-3-ヘキセノールなど。このうち、γ-デカラクトンなどはモンシロチョウなどへの忌避作用があることが判明している。
雌雄異株の植物で、雌株は冬にクコの実ほどの小さな実を付け、熟すと紫色になる。日本では花付きの良い雄株しか移入されていないため実を結ばず、中国まで行かないと実を見ることはできない。
冬芽は枝先に1 - 4個、葉の基部に複数個が縦に並ぶ。枝先の冬芽は葉芽で、春に新しい葉を出す。
日本の「キンモクセイ」は中国の「丹桂」に相当するが、日本の「キンモクセイ」と中国の「丹桂」が本当に同一であるか、日本のキンモクセイと同じ遺伝子を持つ丹桂が本当に中国に存在するかどうかは議論の余地がある。そもそもキンモクセイ自体が、日本だけで特異的に広範囲で育てられているモクセイの変種の一つに過ぎないが、中国ではモクセイとその変種は桂花茶の原料として重要な栽培植物であり、品種改良によってさまざまな品種が生み出されて大規模に栽培されている。「丹桂」に分類されているモクセイの変種だけでも、高級桂花茶の原料として知られる大花丹桂や朱砂丹桂を始めとして、大量の品種がある。日本のキンモクセイと完全に同じ遺伝子を持つモクセイの変種が中国に存在しない可能性もあり、その観点から、「キンモクセイは中国ではなく日本で生み出された」という説もある。

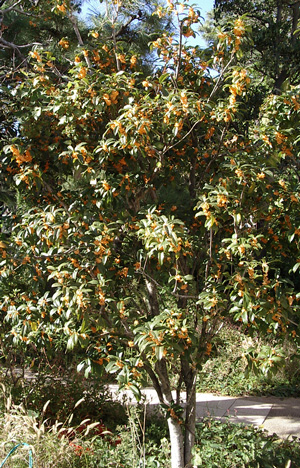
キンモクセイの木

## 利用
| 桂花茶（左）と桂花醤（右） |  | 桂花茶（左）と桂花醤（右） |
| 桂花茶（左）と桂花醤（右） |  |                            |

主に常緑の庭木や街路樹として好まれ、観賞用に植えられている。果実ではなく花を愛でたり食べたりする植物で、しかも受粉させて種を取らなくても挿し木で簡単に増やせるので、庭木や街路樹としては、花が少ない雌株よりも花が沢山咲く雄株が植えられることが中国でもほとんどである。
中国ではギンモクセイとともに花冠を乾燥させて白酒に漬けたり（桂花陳酒となる）、茶に混ぜて桂花茶と呼ばれる花茶にしたり、蜜煮にして桂花醤と呼ばれる香味料に仕立てたりする。また、桂花蟹粉（芙蓉蟹の別名）、桂花鶏絲蛋、桂花豆腐、桂花火腿などのように、鶏卵の色をキンモクセイの花の色に見立てて名づけられた卵料理は多く、正月用の菓子である桂花年糕のようにキンモクセイの花の砂糖漬けを飾るなど実際にこの花が使われる料理もある。

### 植栽
キンモクセイは香りが良い樹木の代表種でよく知られ、大気汚染や潮風にも強く、刈り込みに耐え、日陰でも良く育つので古くから栽培されている。大高木とはならないため比較的狭いところにも植えられている。やや日陰を好む性質があり、庭木としては、半日陰のようなところに植えると良く、日当たりが悪いと花付きが悪くなり、日当たりが良すぎると葉焼けを起こす。すぐに大きくなって樹形が崩れるので、数年に1回は大きく刈り込むと良い。剪定は、花が終わってから新芽が吹く翌春までに行う。害虫は、夏にハダニが湧くことがあるので注意。植栽の適期は、2月下旬 - 3月上旬、6月下旬 - 7月中旬、9 - 10月とされている。
日本には雄株しかないため、挿し木で増やす。丈夫で育てやすく、花も楽しめるので、庭木でも鉢植えでも人気がある。挿し木だと、開花までは早くても5年はかかるが、苗を買ってきて植えれば、早ければ植えた年に花が咲く。すぐに大きくなるので、鉢植えよりも庭に植える方が適しているが、鉢植えにするならなるべく大きい鉢に植える。
キンモクセイの花は甘めでしっかりした強い香りであることから、日本において汲み取り式便所が主流で悪臭を発するものが多かった時期には、その近くに植えられることもあった。そのことから1970年代初頭から1990年代前半までキンモクセイを模した香りが、トイレの芳香剤として主流で利用されていたため、一部年齢層においてはトイレを連想させることがある。
秋の季語である。

### 薬用
花を薬用にする。花には、蝋質、オスマン、α-ツヨンなどの精油、グルコース、フルクトース、マニトール、ステアリン酸など含まれている。精油には、味覚神経を刺激して唾液や胃液の分泌を促進させる芳香性健胃作用があり、血液循環にも役立つといわれている。精油以外の成分には、滋養保健の効果があるといわれる。
滋養保健、食用増進に乾燥させた花を煮出して、フラワーティー（花茶）として用いる。低血圧、不眠症には、焼酎1リットルに生の花150グラム、乾燥花の場合は30グラムの割合で浸し、冷暗所に3か月保存してからかすを除いて木犀花酒をつくり、就寝前に盃1杯飲むと良いとされる。

## 文化
中国では、月の中にはキンモクセイのような香りのよい巨木があると信じられていた。日本ではこの話を元にして、和歌や文学に「月の桂」がよく出てくる。
キンモクセイの花言葉は、「謙遜」「真実」とされる。

### 都道府県・市区町村の木に指定している自治体
- 都道府県
  - 静岡県
- 市区町村
  - 茨城県 - 牛久市
  - 千葉県 - 八街市
  - 神奈川県 - 横浜市泉区、中井町、大井町
  - 長野県 - 高森町
  - 静岡県 - 掛川市、袋井市
  - 愛知県 - 名古屋市天白区、日進市、蟹江町
  - 滋賀県 - 草津市
  - 大阪府 - 大阪市淀川区、豊中市
  - 兵庫県 - 明石市
  - 奈良県 - 三宅町
  - 和歌山県 - 紀の川市
  - 福岡県 - 田川市、小竹町、筑前町
  - 佐賀県 - 鹿島市
  - 熊本県 - 山鹿市、宇土市、甲佐町
  - 大分県 - 別府市